# Флавий Рихомер
Флавий Рихомер (лат. Flavius Richomeres; умер в 393) — римский политический деятель второй половины IV века.

## Биография
Происходил из знатного франкского рода. Около 377/378 года Рихомер был назначен комитом доместиков императора Грациана и был переведен из Галлии во Фракию, где принял участие в войне против готов императора Валента II. В Адрианополе он пытался убедить Валента ждать Грациана, который шёл к нему с подкреплением. Когда правитель готов Фритигерн потребовал заложников, чтобы обеспечить мир с римлянами, Рихомер добровольно покинул римский лагерь, чтобы отправиться с другими заложниками к готам, но прежде, чем он прибыл, между некоторыми подразделениями двух армий начались стычки, вылившиеся в сражение при Адрианополе. Рихомер сумел спастись, однако римская армия была полностью разбита, многие военачальники погибли, в том числе и император Валент.
Около 383 года Рихомер был военным магистром Востока. В 384 году он занимал должность ординарного консула вместе с Флавием Клеархом. В 388 году Феодосий I Великий послал его вместе с Арбогастом, Промотом и Тимасием против Магна Максима, который был побеждён.
С 388 года он служил в качестве верховного главнокомандующего в Восточной империи (официальный титул: комит и магистр обеих армий) вплоть до своей смерти в 393 году. Рихомер интересовался литературой и был знаком с такими риторами, как Либаний и Августин. Он представил ритора Евгения своему племяннику Арбогасту. Через несколько лет Арбогаст захватил власть в Западной Римской империи. После смерти Валентиниана II Арбогаст провозгласил Евгения императором, в то время как сам он был фактическим правителем государства. В 393 году Феодосий I организовал поход против Арбогаста, и Рихомеру было предложено возглавить кавалерию. Однако в пути с Востока на Запад Рихомер умер до сражения с Арбогастом, который впоследствии потерпел поражение и покончил жизнь самоубийством.
Супругу Рихомера звали Асцила, а сыном, предположительно, был вождь франков Теодомер.